# Mandarinia callotaenia
Mandarinia callotaenia är en fjärilsart som beskrevs av Hans Fruhstorfer 1913. Mandarinia callotaenia ingår i släktet Mandarinia och familjen praktfjärilar. Inga underarter finns listade i Catalogue of Life.